# Couepia reflexa
Couepia reflexa är en tvåhjärtbladig växtart som beskrevs av Adolpho Ducke. Couepia reflexa ingår i släktet Couepia och familjen Chrysobalanaceae. Inga underarter finns listade i Catalogue of Life.